# Krylbo tingshus
Krylbo tingshus (Folkare härads ting) är ett före detta tingshus i stadsdelen Krylbo, Avesta, Dalarnas län. Huset är ritat av Folke Zettervall och uppfört år 1903. År 1993 blev huset byggnadsminne. När domstolsverksamheten centraliserades till Falun 1996 lämnades huset tomt några år. Numera (2012) håller ett bed and breakfast till i huset.

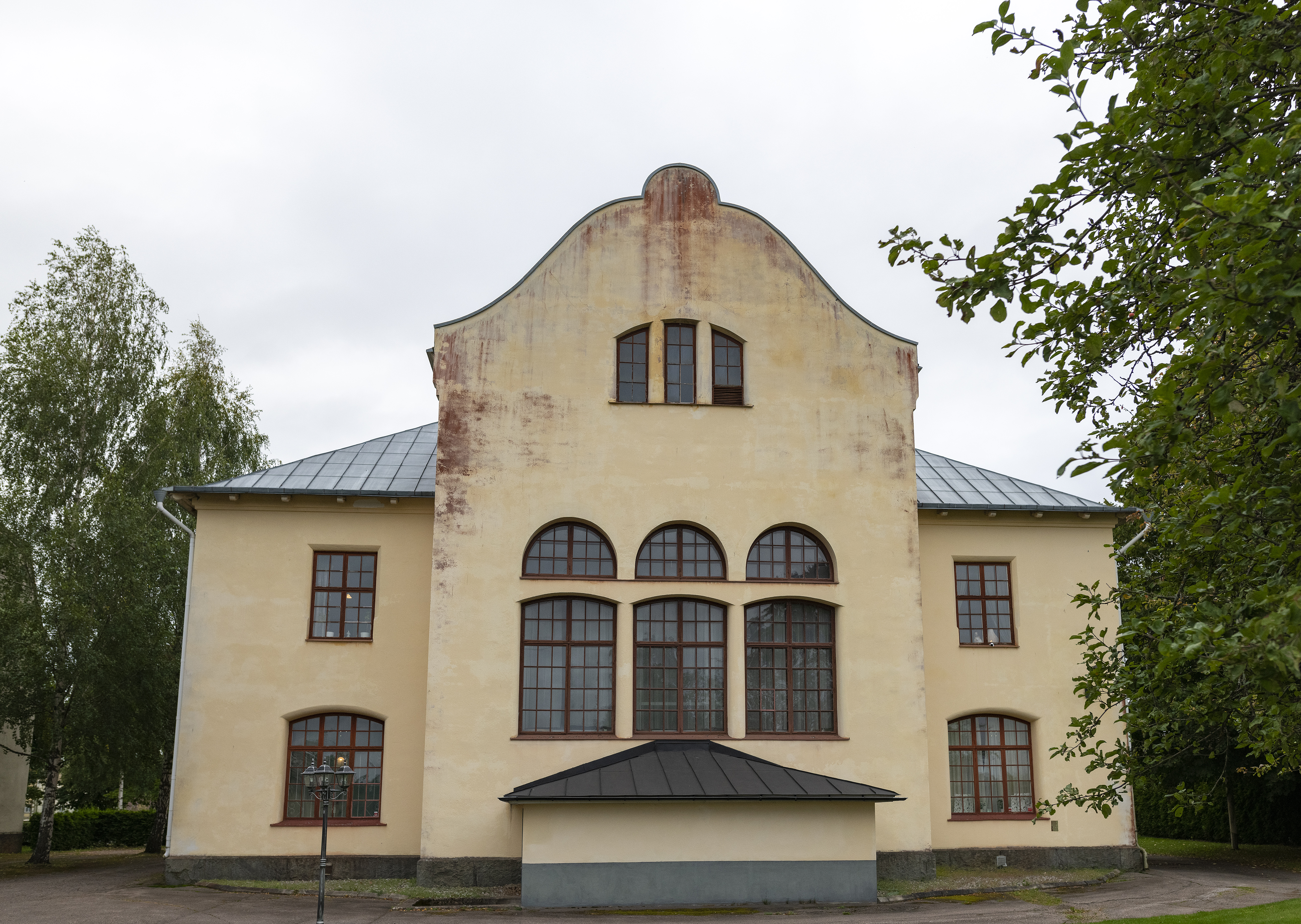
baksida
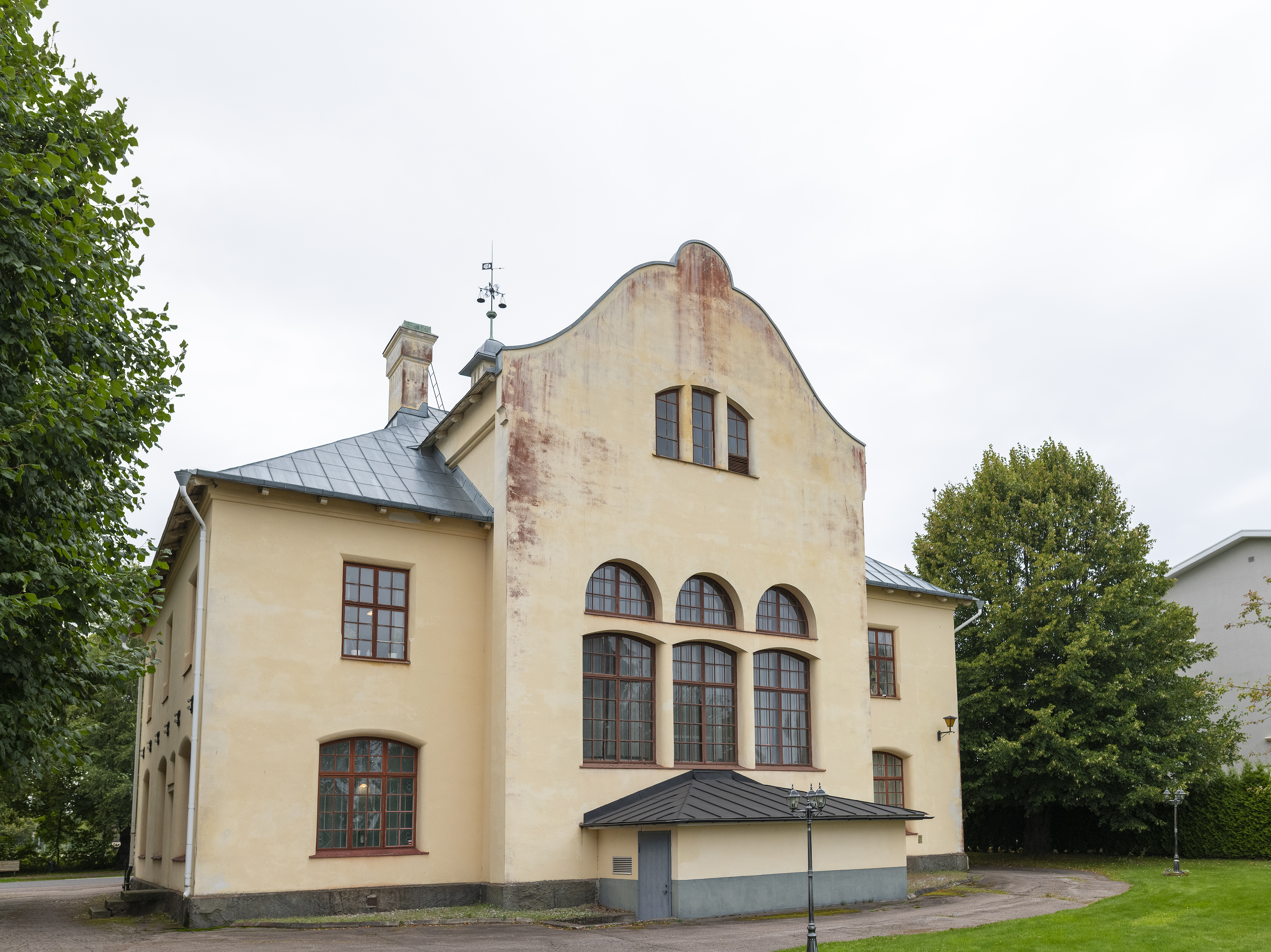
baksida
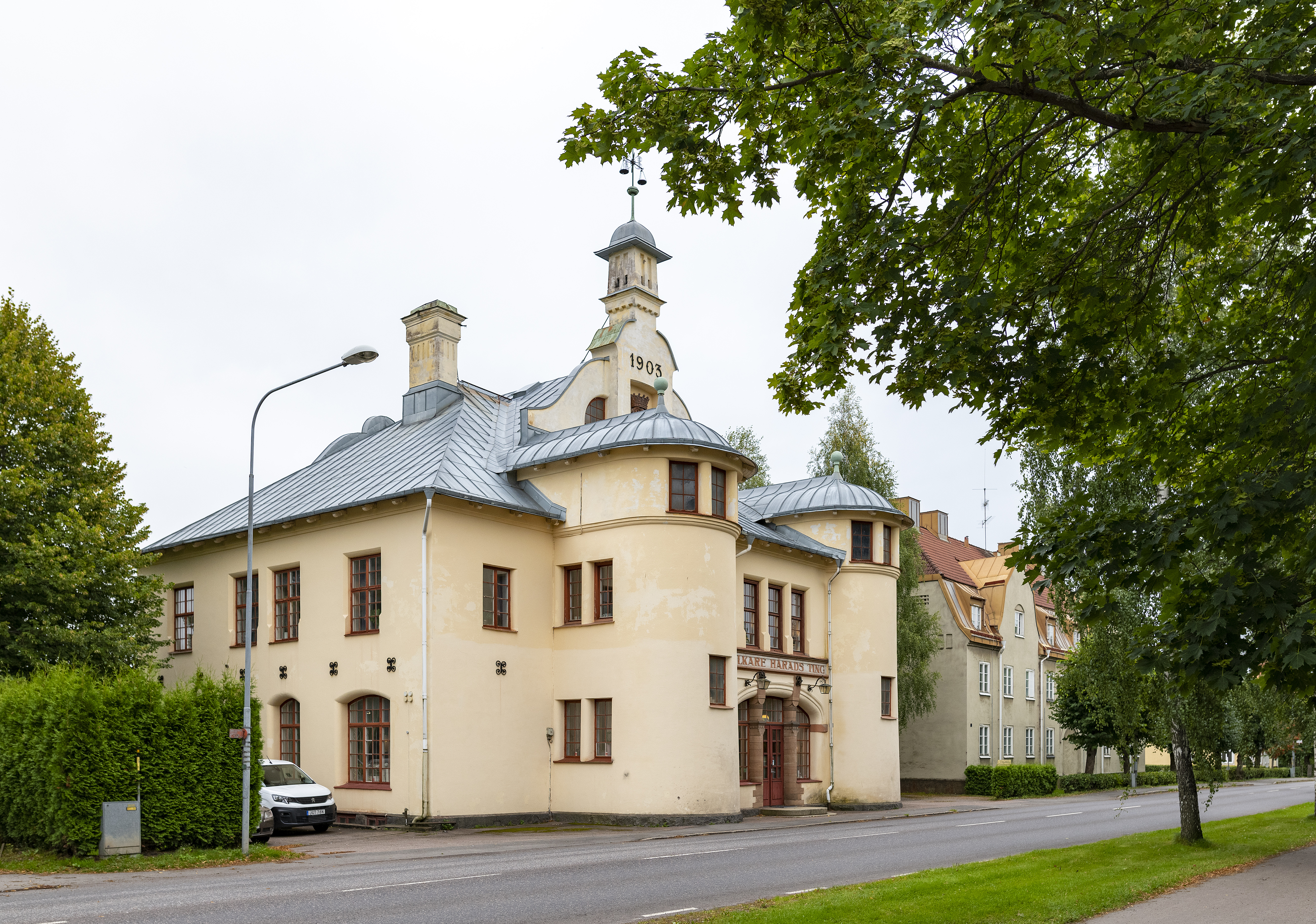
mot sydöst
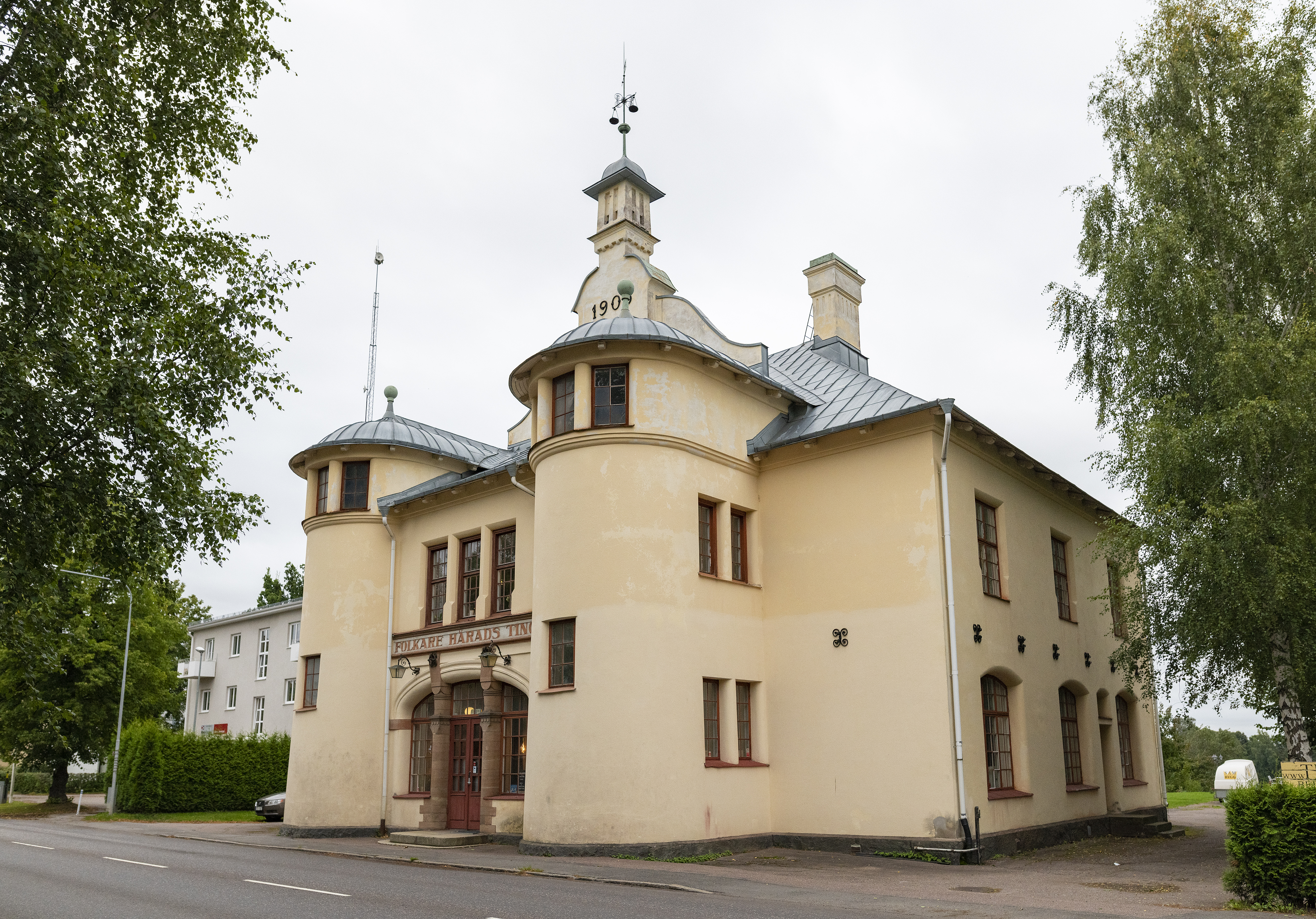
mot nordöst
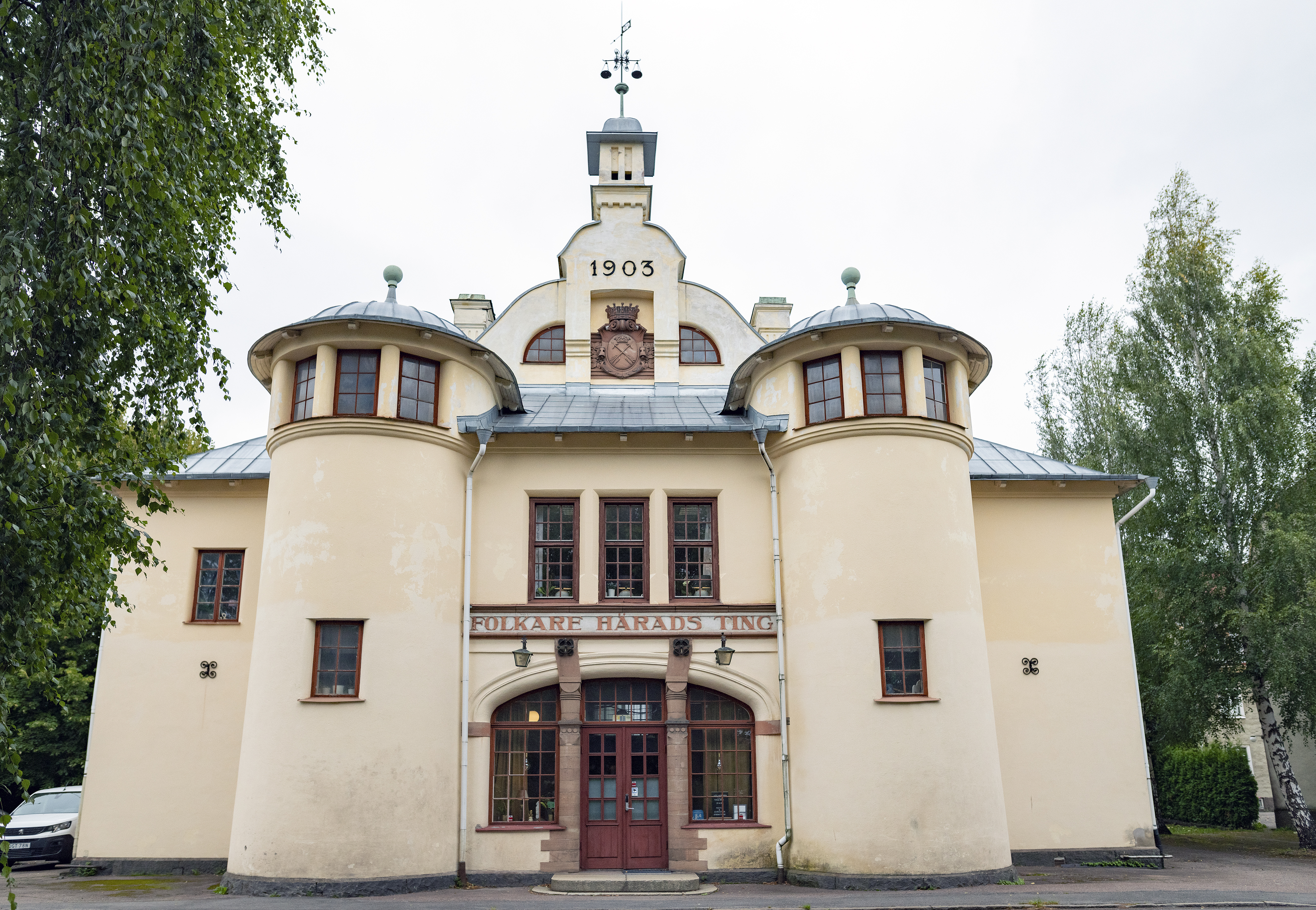
framsida